# Cendejas de Enmedio
Cendejas de Enmedio – gmina w Hiszpanii, w prowincji Guadalajara, w Kastylii-La Mancha, o powierzchni 19,09 km². W 2011 roku gmina liczyła 98 mieszkańców.